# Gustaf Lindström (mineralog)
Gustaf Lindström, född 1 juli 1838 i Sankt Nikolai församling, Stockholm, död 24 maj 1916 i Sundbybergs församling, Stockholms län, var en svensk mineralog.
Lindström var assistent vid Naturhistoriska riksmuseets mineralogiska avdelning 1862–1905. Lindström, som fick sin utbildning vid Teknologiska institutet, var en framstående mineralanalytiker, som både beskrev nya mineral och utförde analyser av mineral som beskrevs av andra, särskilt av Otto Nordenskjöld. Under Nordenskjölds forskningsfärder förestod Lindström arbetet vid avdelningen. Han gjorde omfattande resor för att insamla mineral från svenska fyndorter. Lindström hade ett stort intresse för vetenskapens historia och gjorde ett betydande insamlingsarbete för Vetenskapsakademiens Berzeliusmuseum om Jöns Jacob Berzelius.
Gustaf Lindström var riddare av Vasaorden. Han är begravd på Norra begravningsplatsen utanför Stockholm.